# Rafael de Pina
Rafael de Pina Milán (Yecla, 1888-México, 27 de septiembre de 1966) fue un destacado jurista procesalista y político republicano español.

## Educación superior y primeros empleos
Tras la formación básica, estudió la carrera de Derecho en la Universidad de Valladolid. Después se trasladó a Madrid, en cuya universidad Central realizó el doctorado mientras trabajaba como periodista parlamentario. En la década de 1920 obtuvo por oposición la cátedra de derecho procesal civil y penal de la Universidad de La Laguna, luego se traslada a Canarias donde ejerció la docencia. 

## Filiación política
Durante la estancia en las islas se afilió a la Unión Republicana. Con la llegada de la Segunda República en 1931, fue nombrado gobernador civil de Santa Cruz de Tenerife, cargo que desempeñó hasta la victoria electoral de la derecha en 1933. Abandonó Canarias para incorporarse a la cátedra de derecho procesal en la Universidad de Sevilla.
En las elecciones generales de 1936 obtuvo el acta de diputado a Cortes por la circunscripción de Sevilla dentro de la candidatura del Frente Popular.

## Guerra Civil
Cuando se produjo el golpe de Estado de julio de 1936 que dio lugar a la Guerra Civil, consiguió situar a su familia en Gerona, lejos del frente y de los acontecimientos sucedidos en la provincia de Sevilla bajo la ocupación de los sublevados. Durante el conflicto estuvo al servicio de la legalidad republicana en varios destinos en Andalucía, hasta que en los últimos días de la guerra huyó por la frontera francesa camino del exilio en Francia, donde se unió a su familia. Gracias al Servicio de Evacuación de Refugiados Españoles (SERE) pudo marchar a México en un difícil viaje a bordo del buque Sinaia. Al llegar a la capital mexicana pudo empezar a dar clases en el Instituto Luis Vives creado por el exilio español. En 1945 logró plaza como catedrático en la entonces Escuela Nacional de Jurisprudencia, más tarde convertida en la Facultad de Derecho de la Universidad Nacional Autónoma de México (UNAM). En su actividad docente universitaria alcanzó altos grados de responsabilidad, y fue nombrado doctor ex officio en 1950.